# Schenefeld (Kreis Pinneberg)
Schenefeld település Németországban, Schleswig-Holstein tartományban. Lakosainak száma 19 817 fő (2023. december 31.). Schenefeld Halstenbek és Pinneberg községekkel határos.

## Népesség
A település népességének változása:
| Lakosok száma | 15 607 | 18 672 | 19 152 | 19 141 | 19 271 | 19 402 | 19 707 | 19 817 |
|               | 1975   | 2013   | 2015   | 2017   | 2019   | 2021   | 2022   | 2023   |